# Relaciones Panamá-Venezuela
Las relaciones Panamá-Venezuela son las relaciones bilaterales que existen entre la República de Panamá y la República Bolivariana de Venezuela, establecidas formalmente tras la independencia panameña de la República de Colombia.

## Historia

### Época virreinal y preindependiente
En 1717, con el establecimiento del Virreinato de Nueva Granada, las entidades que en un futuro formarían las repúblicas de Panamá y la Bolivariana de Venezuela, estuvieron bajo la misma organización territorial, siendo entonces la Real Audiencia de Panamá y la Provincia de Venezuela.
Con la emancipación de Hispanoamérica, ambos territorios quedaron inicialmente dentro de la Gran Colombia, aunque el Estado de Venezuela no tardaría demasiado en disgregarse de ella. Panamá sin embargo, no se independizaría de Colombia hasta el 3 de noviembre de 1903, tras la guerra de los Mil Días.

### Establecimiento de relaciones
Panamá y Venezuela establecieron relaciones diplomáticas el 3 de febrero de 1904, llamadas en aquel momento «Relaciones de Amistad».
Hasta 1926, no se establecerían las legaciones en ambas capitales. Estas llegarían en la dictadura de Juan Vicente Gómez por parte de Venezuela y el presidente Rodolfo Chiari, controvertido por su firma de un nuevo tratado con EE. UU. el año anterior, por el lado panameño. Juan Vicente Gómez hizo importantes inversiones en Panamá.
El 1 de julio de 1945, siendo presidente provisional de Panamá desde hacía dos semanas Enrique Adolfo Jiménez y con el presidente venezolano Isaías Medina Angarita, que sería depuesto unos meses después en la revolución de octubre, ambas legaciones serían elevadas al estatus de embajadas.
Durante la dictadura militar en Venezuela, las relaciones bilaterales se mantuvieron en el mínimo protocolario y en la participación en cumbres supranacionales como las Conferencias Panamericanas. Panamá fue además lugar de destino de algunos deportados por la dictadura venezolana, como Jóvito Villalba y otros miembros de la Unión Republicana Democrática.
La primera vez que se congelaron las relaciones diplomáticas entre ambos gobiernos fue el 25 de octubre de 1968, a raíz del derrocamiento del presidente panameño Arnulfo Arias Madrid, ante lo que el Gobierno de Raúl Leoni decidió suspender sus relaciones diplomáticas con Panamá. El 17 de abril de 1969, ambos países reanudan relaciones diplomáticas en la ONU. En los años 70, el gobierno de Carlos Andrés Pérez se alió con el dictador panameño Omar Torrijos Herrera, negociando a favor de Panamá en la transición de la Zona del Canal de Panamá a manos panameñas.

### Presidencia de Hugo Chávez
Desde el acceso al poder de Hugo Chávez y la Revolución bolivariana en el gobierno de Venezuela fueron comunes las disputas entre ambos gobiernos. Sin embargo, esto no ha supuesto impedimento para llevar a cabo algunos proyectos de cooperación como la puesta en marcha del gasoducto Transcaribeño.
Panamá estuvo entre los diez países de Centroamérica y el Caribe que suscribieron el Acuerdo Energético de Caracas el 19 de octubre de 2000, en el cual Venezuela vendería petróleo bajo condiciones preferenciales de pago, algunas de las cuales serían un año de gracia y quince años de crédito, con 2% de tasa de interés anual.
En 2004 el presidente venezolano, Hugo Chávez, congeló las relaciones bilaterales después de que la presidente panameña Mireya Moscoso indultase al agente Luis Posada Carriles (considerado un terrorista por parte de Cuba y Venezuela) y afirmara que la vida de este corría peligro si era extraditado a Venezuela.

### Presidencia de Nicolás Maduro
La tercera ocasión fue en 2014, durante la crisis diplomática entre ambos países a raíz del intento de mediación del gobierno panameño en la crisis interna de Venezuela, aunque durante la misma se descubrieron irregularidades del gobierno venezolano, como una deuda multimillonaria en la Zona Libre de Colón.
La siguiente vez que se suspendieron las relaciones bilaterales fue en 2018, también de manos del gobierno de Venezuela que anunció el «fin de las relaciones comerciales con Panamá», a lo que el gobierno panameño de Juan Carlos Varela, respondió retirando a su embajador en Caracas e invitando a Nicolás Maduro a hacer lo mismo con el embajador venezolano en Ciudad de Panamá, muy diferente del intento conciliador que llevó a cabo el gobierno de Ricardo Martinelli en la crisis de 2014.
El 27 de marzo de 2018, el gobierno de Panamá aplicó una serie de sanciones a 55 funcionarios públicos venezolanos y personas de la alta esfera política oficialista, añadiendo también sanciones a 16 empresas que operan en Panamá, propiedad de la familia Malpica Flores, parientes de la primera dama Cilia Flores.
Durante la crisis presidencial de Venezuela, el 29 de enero de 2019, la Asamblea Nacional de Venezuela designó a Fabiola Zavarce como embajadora en Panamá. Para septiembre de 2019 un decreto presidencial había permitido el reconocimiento de pasaportes venezolanos vencidos y la certificación de licencias, beneficiando a más de 11 000 migrantes venezonalos en Panamá. Después de la elección del presidente Laurentino Cortizo en los comicios presidenciales de 2019, Cortizo reconoció a Guaidó como presidente interino de Venezuela, al asumir su cargo en julio de 2020. Sin embargo, Panamá le retiró las credenciales diplomáticas de Zavarce el 4 de febrero de 2021.
El 29 de julio de 2024, el presidente de Panamá, José Raúl Mulino, tras resultados electorales en Venezuela expresó su rechazo a los resultados anunciados por el CNE y anunció la retirada de la misión diplomática panameña en Venezuela y dio 72 horas a la misión diplomática venezolana en Panamá para retirarse del país. Esta decisión fue debida a las sospechas de fraude en las elecciones en Venezuela, para las que Mulino pidió volver a contar los votos. Venezuela, por su parte, anunció la suspensión de los vuelos internacionales directos con Panamá a partir del 31 de julio de 2024. En respuesta el Gobierno de Venezuela anuncia la ruptura de relaciones diplomáticas con Argentina, Chile, Costa Rica, Perú, Panamá, República Dominicana y Uruguay, y exige el retiro inmediato de sus representantes en territorio venezolano, en represalia por haber expresado su preocupación por el desarrollo de las presidenciales, a quienes acusa de ser «subordinados a Washington»
El 8 de enero de 2025 el presidente electo Edmundo González, se reunió en Panamá con el presidente José Raúl Mulino y la diáspora venezolana, González entregó las actas con las que asegura haber ganado las elecciones, las cuales quedarán bajo custodia del Gobierno de Panamá en las bóvedas de su Banco Nacional, según informó María Corina Machado, líder de la oposición.
El 22 de mayo el Gobierno de Venezuela autorizó la reanudación de los vuelos comerciales con Panamá, tras casi 10 meses suspendidos.

## Relaciones bilaterales

### Cooperación
Ambos estados han llevado a cabo algunos proyectos transnacionales en colaboración mutua o supranacional junto a otros países latinoamericanos, como es el caso del gasoducto Transcaribeño, un proyecto en conjunto de Venezuela, Colombia y Panamá, llevadas a cabo en la década de 2000 por las empresas públicas Petróleos de Venezuela y Ecopetrol (Colombia).

## Representaciones diplomáticas
Desde el 1 de julio de 1945, ambos estados mantienen una embajada en la capital del otro país. 
A 2024, ambos países no tienen embajadores residentes, por lo que la relación bilateral se mantiene con encargados de negocios.

## Visitas de estado
Las visitas de Estado entre ambos países se han llevado a cabo con normalidad a excepción de los años 2004 y 2014 en los que se negó las visitas de Estado a los presidentes panameños Mireya Moscoso y Ricardo Martinelli, respectivamente. En el caso de la primera, se canceló una visita de Estado ya programada.[cita requerida]